# 孫開華
孫開華（約1840年—1893年），字賡堂，湖南慈利岩泊渡人。湘軍將領，曾官福建提督，幫辦臺灣軍務。

## 生平
少從軍，從鮑超打太平軍，援江西，戰九江小池口，傷右臂。援湖北，再被創。池驛之役，夾擊敗敵，積勛至守備。清同治初年，轉戰安徽、江西，遷副將。攻克句容、金壇，賜號擢勇巴圖魯。以次攻金溪、南豐、新城、寧都、瑞金、並下之，晉總兵。光緒五年（1879年），廣東嘉應亂，敗賊黃沙嶂，降者十餘萬，擢福建陸路提督。總督李宗羲治江防，設霆慶、霆匯諸營。廈門與臺、澎對峙，勢險要，開華以超舊將，被命治廈門海防。募勇成捷勝軍，赴臺北、蘇澳營辦開山，沼署陸路提督。
光緒三年（1877年），卑南的客家人與士兵發生爭鬥。經過數次酷烈的交戰後，孫將軍不得不增派兵援，避免將來再在此一特地區域內發生紛擾，乃殺戮了約500人──實際等於全部移民區的人口。
光緒二年，率師東渡，頓基隆，顧北路。其時後山阿綿、納納社番畔服靡心互，開華領所部抵成廣澳，量地勢，察番情，進駐水母丁（水母丁是翻譯自阿美族語「Cifotingay」在今台東縣長濱鄉）。悍番分路迎拒，開華麾軍鏖戰，陣斬數人，餘敗潰。師入高崁，直搗其巢。潰番並入阿綿，其地水湍急，聳巘巉崗，砲臺錯列，備奧阻。開華轟擊之，縱以火箭，復繞道攻其後，番駭走，遂克之，擒其魁馬腰兵等梟於市。九日三捷，論功，賞黃馬褂。
光緒四年，霆慶軍統將宋國永卒，開華接統其眾。會加禮宛、巾老耶畔，據鵲子城，師攻不克。總督何璟以軍事棘，令開華進新城，許便宜行事。開華浮戰艦入自花黎，襲攻後山背。四日悉夷諸社，斬二百數十級。番乞款，縛姑乳斗玩以獻，寘之法。臺北平，被賞賚。明年，內渡，再署提督，秋，復渡臺。光緒九年，回任。已，復出辦臺北防務。

中法戰爭時，於滬尾之役中，手刃法軍持旗兵，奪走法軍軍旗，法軍傷亡達三百多人，英國僑民曾在山上觀戰，嘆嘖無己，無不頌孫開華之奮勇絕倫，餽食物以鳴歡舞。
清軍士氣大震。獲賜騎都尉世職，拜幫辦臺灣軍務。中、法簽訂天津條約後，還任提督。光緒十二年（1886年），實授福建陸路提督。光緒十九年（1893年）卒，諡壯武。
孫曾獲得全軍羽量級舉重冠軍，其個人照片刊登於上海申報。

## 家族
其子為孫道仁，清福建提督與民國福建都督。

## 延伸阅读
- 許雪姬 《抗法名將孫開華事蹟考》臺灣文獻 第36卷第3期，頁239-256 （页面存档备份，存于）

[在维基数据编辑]
 《清史稿·卷459》，出自趙爾巽《清史稿》